# 厍狄昌
厍狄昌（？—？），字恃德，神武郡（今山西省忻州市）人，北魏、西魏、北周官员。

## 生平
厍狄昌年少时善于骑马射箭，有体力，长大后举止娴雅，胆魄气势雄壮激烈，常常以将帅自许。虚龄十八岁时，厍狄昌被尔朱天光引荐出任幢主，加号讨夷将军，跟随尔朱天光平定关中，以军功出任宁远将军、奉车都尉、统军。尔朱天光失败后，厍狄昌又跟随贺拔岳，出任征西将军、金紫光禄大夫。等到贺拔岳被杀害，厍狄昌与各位将领商议拥戴宇文泰统帅全军。厍狄昌跟随宇文泰平定侯莫陈悦，获赐爵阴盘县子，加卫将军、右光禄大夫。
厍狄昌之后跟随宇文泰迎接魏孝武帝元修，收复潼关，改封长子县子，食邑八百户。大统初年，厍狄昌进爵为长子县公，增加食邑一千户。厍狄昌又跟随击败窦泰，加车骑将军、左光禄大夫。厍狄昌又跟随宇文泰收复弘农，参与沙苑之战，都是一马当先冲入敌阵。宇文泰赞赏厍狄昌，任命他为帅都督。大统四年（538年），厍狄昌跟随参与河桥之战，出任冀州刺史，之后与于谨在上郡击败胡人贼寇刘平伏，出任冯翊郡太守，很久之后，转任河北郡太守。大统十三年（547年），朝廷记录厍狄昌前后功劳，任命他出任大都督、通直散骑常侍。厍狄昌又跟随随国公杨忠击败蛮族贼寇田社清，厍狄昌功劳最大，增加食邑三百户，出任仪同三司，很快升任开府仪同三司。大统十六年（550年），厍狄昌出任东夏州刺史。西魏废帝元年（552年），厍狄昌进爵方城郡公，增加食邑总计四千一百户。北周六官建立，厍狄昌出任稍伯中大夫。周孝闵帝宇文觉登基，厍狄昌加大将军。武成元年（559年）三月，吐谷浑进犯北周边境，厍狄昌隶属大司马博陵郡公贺兰祥，与大将军俟吕陵果、大将军宇文盛、大将军越勤宽、大将军宇文广、大将军独孤浑贞等人率军讨伐吐谷浑。后来厍狄昌因病去世。

## 延伸阅读
[在维基数据编辑]
 《周書·卷27》，出自令狐德棻《周書》
 《北史·卷065》，出自李延壽《北史》